# 天主教上海教区光启社
天主教上海教区光启社是天主教上海教区内设的出版和神学研究机构，曾两次开办。第一次开办为耶稣会主导的内部出版机构，民国16年（1927年）开办；第二次开办为教区直属机构，1984年10月开办。现社址为上海市徐汇区漕溪北路331号中金国际广场C楼20层。第一次开办时，曾办有约半月刊《徐家汇光启社资料》和年鉴《中华全国教务统计》；第二次开办时，曾办有季刊《天主教研究资料汇编》和双周刊《海外天主教动态资料》，并出版各类天主教书籍。现出版月刊《圣爱》。光启社之名是为纪念明末基督徒徐光启，并表达期望获得天主之光启迪的意愿。

## 历史

### 第一次开办
参见：土山湾印书馆
光启社的历史，一般追溯至耶稣会为了学习中文于道光二十七年（1847年）成立的汉学研究机构“徐家汇光启社”（Bureau Sinologique，直译为“汉学研究社”），主要出版在华耶稣会士在汉学、神学及传教史上的研究成果。光绪十八年（1892年）起，光启社出版《汉学丛书》，广传西欧，其中有夏鸣雷（Henri Havret）的《景教碑考》。民国16年（1927年），光启社正式成立。当年至1951年，出版刊物《徐家汇光启社资料》，为法文社会文化教育报刊文摘。光绪二十九年（1903年）至1950年，编印中、法文年鉴《中华全国教务统计》。
出版方面，上海代牧区（1946年中国大陆建立圣统制，改为教区）主要使用土山湾印书馆的名号；而徐家汇光启社的一些印刷品仅在少数教会人士中流传，并不面向教徒和社会，故鲜有人知。社务后由耶稣会中国神父主持。1953年后，徐家汇光启社因时局变化无形解体。耶稣会士撤至台湾后，于1957年在台中成立了新的“光启出版社”（现光啟文化事業），是当时台湾仅有的几个出版社之一。

### 第二次开办
20世纪80年代初，金鲁贤神父在别人探访时说：“我们上海教区、甚至中国教会，对于普世教会的发展和现在状况，对宗教神学理论的发展趋势，对梵二会议的情况和规章等等，一无所知。为了巩固我们的信仰，发展中国的天主教会，我们必须迎头赶上，填补空白，然后才能谈研究和发展。”并表示想设立一个机构，名为“光启研究中心”。1984年10月，上海教区张家树主教（自选自圣）决定重设出版和神学研究机构天主教上海教区光启社，由金鲁贤任社长，社址初设蒲西路120号（主教府），1993年迁至巨鹿路361号（君王堂新堂），1998年10月又迁到重庆南路圣伯多禄堂，2010年起，社址在漕溪北路331号中金国际广场C楼20层（徐家汇天主堂对面）。

## 现状
新设的光启社先从翻译外文资料（首先是英、法文资料）开始。1985年12月，出版《天主教研究资料汇编》第一辑。此后出版《新约全集》数十万册；《神学丛书》31种，作全国修院教材；《天主教研究资料汇编》39辑、每辑3000册；双周刊《海外天主教动态资料》260多期，协助将梵蒂冈第二届大公会议精神引进中国大陆。出版物发行全国各地教会。光启社还率先出版了简体字版的《主日弥撒经本》、《平日弥撒经本》和专为修道人用的《每日颂祷》、《每日礼赞》，并送给各地主教、神父和修女。该社成为解放后中国天主教会首所学术研究出版机构。
光启社恢复运行后，社务活动逐步有所发展，曾举行过多次学术信息方面的交流。
至1995年，光启社已出版书刊139种、146万多册。2016年，已译出、出版书籍刊物600余种。

### 售卖
目前，徐家汇天主堂旁边的土山湾圣物组，以及佘山圣母大殿旁圣物组有经营少部分光启社书目。但光启社的主要经营点是其总部内；无单独门市部。

### 印刷部
1991年，上海教区开办天主教上海教区印刷部，位于闵行区七宝镇南街76号乙，主要承印教会出版物，同时承担光启社的全部印刷业务，因此在一些报道中也被称为光启社印刷厂（部）。至1995年，印刷《圣经》、《主日弥撒经文》等90多种80多万册，瞻礼单100万套，发行全国教会。至2010年上半年，共印制《圣经》42万多本，神学信仰类书籍396万多册，圣像253万多张，大瞻礼单304万多张，小瞻礼单和挂历119万多件。

## 复社后出版期刊
《海外天主教动态资料》：双周刊，光启社编辑刊印。1984年创刊，至2010年12月，共出版666期。广泛收集海外教会资料、文献、动态等，为国内天主教信教群众提供了解海外天主教教会的一个窗口。
《天主教资料汇编》：初为季刊，后改为双月刊，光启社编辑刊印。1985年创办，至2010年，共出版114期。该刊一直在努力把天主教会内最新的思想介绍给读者，是一份研究性质的刊物。
《圣爱》：1995年4月创刊，为不定期杂志，至2010年，共刊出137期。10年代初，转为月刊。该刊初为一份天主教上海教区通讯，后转成宗教灵修型杂志，向读者传递福音讯息及教会价值观，促进天主教信教群众之间灵修交流和提高灵修水准。

## 复社后历任领导

### 社长
| 序号 | 姓名   | 任职时间     | 备注   |
| ---- | ------ | ------------ | ------ |
| 1    | 金鲁贤 | 1984.10—1997 |        |
| 2    | 姚景星 | 1997—2007.9  | [ 10 ] |
| 3    | 陈瑞奇 | 2007.9—      | [ 7 ]  |

### 总编
| 序号 | 姓名   | 任职时间             | 备注           |
| ---- | ------ | -------------------- | -------------- |
| 1    | 沈保义 | 1984.10—1998         | 仍任光启社顾问 |
| 2    | 马达钦 | 1998—2003.01.10      |                |
| 3    | 白建清 | 2003.01—2006（至迟） |                |
| 4    | 田愿想 | 2006—2024            | [ 7 ]          |